# Isachne nipponensis
Isachne nipponensis är en gräsart som beskrevs av Jisaburo Ohwi. Isachne nipponensis ingår i släktet Isachne och familjen gräs. Inga underarter finns listade i Catalogue of Life.